# Valor (cor)

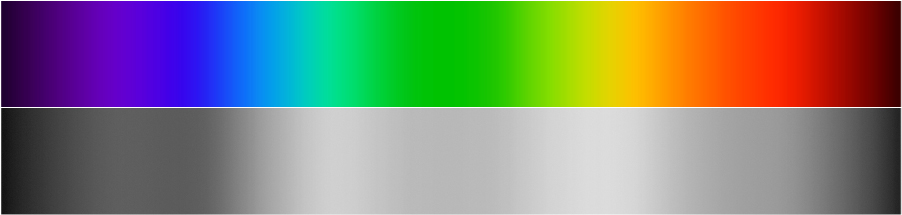
Na parte de cima, vê-se a escala de matizes (cores) e, na parte de baixo, a escalas de valores (tons) equivalentes.

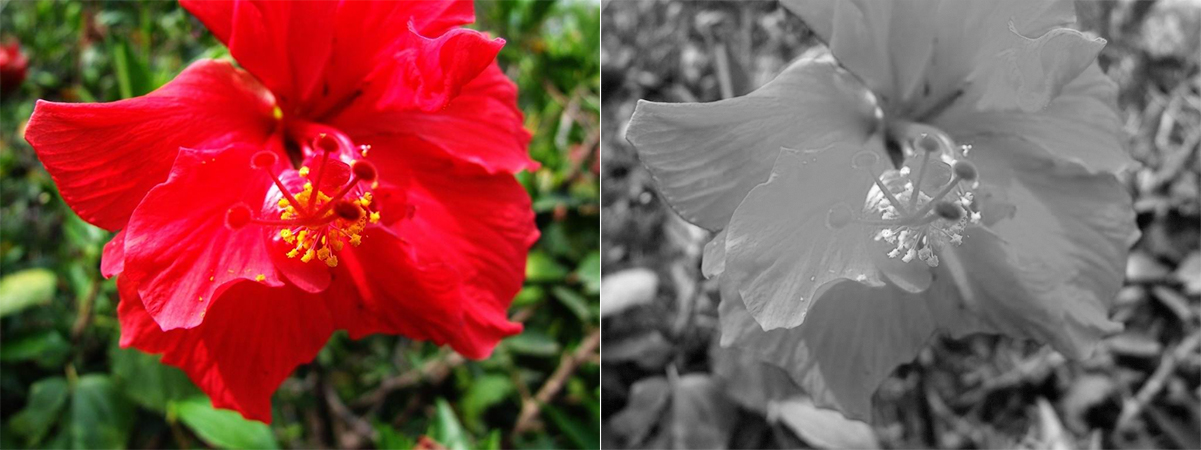
A imagem da direita mostra os valores das cores originais.

Todo matiz (cor) tem um valor (tonalidade) equivalente. Os diferentes valores podem ser alterados através da variação da luminosidade, da saturação, do  brilho, entre outros parâmetros. 